# IT 멘토스
《IT 멘토스》는 CHANNEL IT에서 2012년 7월 2일부터 2012년 9월 3일까지 방송된 IT 창업 오디션이다. 우승자에게는 3천만 원 ~ 1억 원의 투자 기회가 부여된다. 총 100여 명이 참가했다.

## 1차 오디션
연세대학교에서 진행되었다. 참가자들은 5분동안 자신의 아이템에 대한 사업 가치를 증명해야 한다.
| 이름                         | 아이템                                  | 결과 |
| ---------------------------- | --------------------------------------- | ---- |
| 지인배 외 4명                | U:CLE (협업 웹)                         | 합격 |
| 이재준                       | 프렌드 룸 (SNS)                         | 합격 |
| 오종석                       | 펫톡 (반려인 SNS)                       | 합격 |
| 이지섭 & 전웅                | Care Pet (반려견 원격 관리기기)         | 탈락 |
| 한윤, 최우진, 배준익, 김진형 | All Bridge (실시간 예약 플랫폼)         | 합격 |
| 이각규                       | Space Wars (SF 게임)                    | 탈락 |
| 전우성                       | 스피릿 (음성인식 앱)                    | 합격 |
| 김진우                       | 패션 앱 진 (쇼핑몰 앱 매거진)           | 탈락 |
| 정태진                       | 느루 (앨범 제작 앱)                     | 탈락 |
| 강윤구                       | 연애시대 (연애 SNS)                     | 탈락 |
| 남원준                       | 캠퍼스 스타일 아이콘 (스타일 웹 매거진) | 합격 |

## 2차 오디션
청년 창업사관학교에서 진행되었다.
| 이름   | 아이템                             | 결과 |
| ------ | ---------------------------------- | ---- |
| 김춘배 | Slide Paper (소셜 매거진)          | 탈락 |
| 김응석 | earmate (스마트폰 케이스)          | 탈락 |
| 서진철 | 후즈바이미 (인맥관리 서비스)       | 탈락 |
| 이승호 | AutoBee (차 정비 견적 비교 서비스) | 합격 |
| 권인택 | Openknowl (진로 디자인 웹)         | 탈락 |

## 3차 오디션
전북대학교에서 진행되었다.
| 이름          | 아이템                            | 결과 |
| ------------- | --------------------------------- | ---- |
| 김민지 외 2명 | Photo Album (폰 앨범 앱)          | 탈락 |
| 박광수        | 다모여! 공연 (소규모 공연 서비스) | 합격 |
| 최진운 외 1명 | Frog Prince (퍼즐게임)            | 탈락 |
| 이준영 외 1명 | 헨젤과 그레텔 (퍼즐게임)          | 탈락 |
| 이민준 외 1명 | 김치 스토리 (김치 게임)           | 합격 |
| 윤형도        | Touch Bricks (퍼즐게임)           | 합격 |
| 조종현        | 에코프렌드 (에너지 수확기)        | 탈락 |
| 김지초        | 축구팀찾기 (축구팀 탐색 앱)       | 합격 |
| 채종민        | 休man (소셜힐링서비스)            | 탈락 |
| 최영          | MenuPan (메뉴판 앱)               | 합격 |

## 4차 오디션
한국산업기술대학교에서 진행되었다.
| 이름                           | 아이템                           | 결과 |
| ------------------------------ | -------------------------------- | ---- |
| 노경훈                         | 마이 트레이너 (운동 관리 솔루션) | 합격 |
| 정한나                         | palm palm (워터마크 광고 시스템) | 탈락 |
| 강상우                         | MoiM (멜로디 작곡 프로그램)      | 탈락 |
| 엄문회 외 2명                  | 물총새 (자전거 발전 폰 거치대)   | 탈락 |
| 손균우, 이연규, 이진식, 김동규 | Sports Mate (스포츠 매칭 서비스) | 합격 |
| 홍민                           | 이모트 (로봇 청소기)             | 탈락 |
| 차웅걸                         | 필기공주 (모바일 교육 시스템)    | 합격 |
| 유대근                         | 웰컴투코리아 (관광지 가이드 앱)  | 합격 |
| 이재성 & 민정현                | 3DMM (모델링 머천다이즈)         | 탈락 |
| 이헌규 & 김진겸                | CAW (모션 뷰어)                  | 합격 |
| 최근식                         | Ecof (태양광 살균 케이스)        | 합격 |

## 본선 1차
예선을 통과한 18팀 중 9팀이 본선 진출자로 선정되었다. 본선 1차 미션은 3명(팀 참가자는 대표 1명만 참가)씩 3팀으로 나뉘어 진행되며, 5시간 동안 5만원으로 최대 수익을 창출해야 하는 미션이다. 최하위 팀은 전원 탈락한다.
| 팀              | 구성원                 | 멘토   | 결과      |
| --------------- | ---------------------- | ------ | --------- |
| 사임당과 아이들 | 오종석, 김지초, 손균우 | 김용섭 |           |
| 삼촌과 조카     | 전우성, 이재준, 유대근 | 이동형 | 전원 탈락 |
| 콜럼버스        | 한윤, 이승호, 최영     | 유인철 |           |

전우성은 이후 부활했다.

## 본선 2차
각 멘토 별로 진행되었다.

## 최종 결선
최종 생존한 3팀 간 8분 프리젠테이션 대결로 진행되었다.
| 팀                 | 구성원                        | 여주상 | 신용한 | 박병건 | 박근진 | 유제인 | 결과 |
| ------------------ | ----------------------------- | ------ | ------ | ------ | ------ | ------ | ---- |
| S&S                | 손균우 외 3명                 | X      | X      | X      | X      | X      |      |
| 뷰와이드인터랙티브 | 전우성, 최경윤, 박주찬 외 1명 | O      | X      | X      | X      | X      | 우승 |
| 올브릿지           | 한윤, 최우진, 배준익, 김진형  | X      | X      | X      | X      | X      |      |

뷰와이드인터랙티브 팀이 (주)마젤란기술투자로부터 3천만 원의 투자를 받는데 성공하며 우승팀이 되었다.